# Harald Petersen (politiker)
 Der er flere personer med dette navn, se Harald Petersen.
Harald Petersen (27. oktober 1893 i Dame, Møn – 16. januar 1970 i Hellerup) var en dansk politiker fra partiet Venstre. Lærereksamen 1914. Knyttet til Venstres presse fra 1914. Medlem af Folketinget fra 1943. 
Han var forsvarsminister under regeringen Knud Kristensen (7. november 1945 – 13. november 1947). 1948 blev han direktør i, og formand for direktionen for Kongeriget Danmarks Hypotekbank, og samme år formand for foreningen Dannevirke. Da han igen blev forsvarsminister, denne gang i regeringen Erik Eriksen (30. oktober 1950 – 30. september 1953), konstitueredes Viggo Kampmann som hypotekbanksdirektør. Han betragtedes som Venstres førende teoretiker og øvede betydelig indflydelse i egenskab af partisekretær. Efter regeringsskiftet i 1953 blev Harald Petersen igen hypotekbankdirektør.